# Aeroporti in Germania

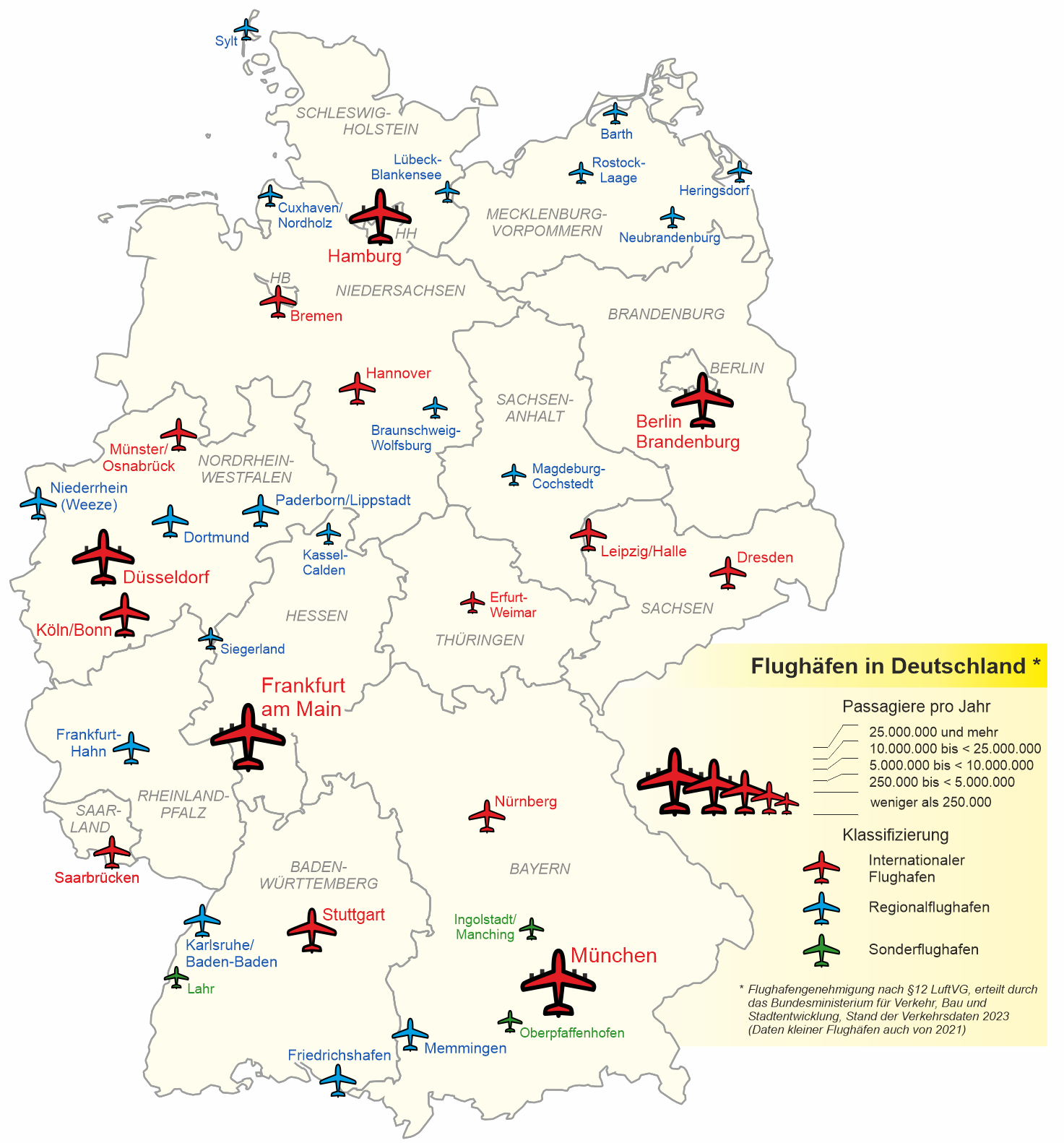
Mappa degli aeroporti in Germania.

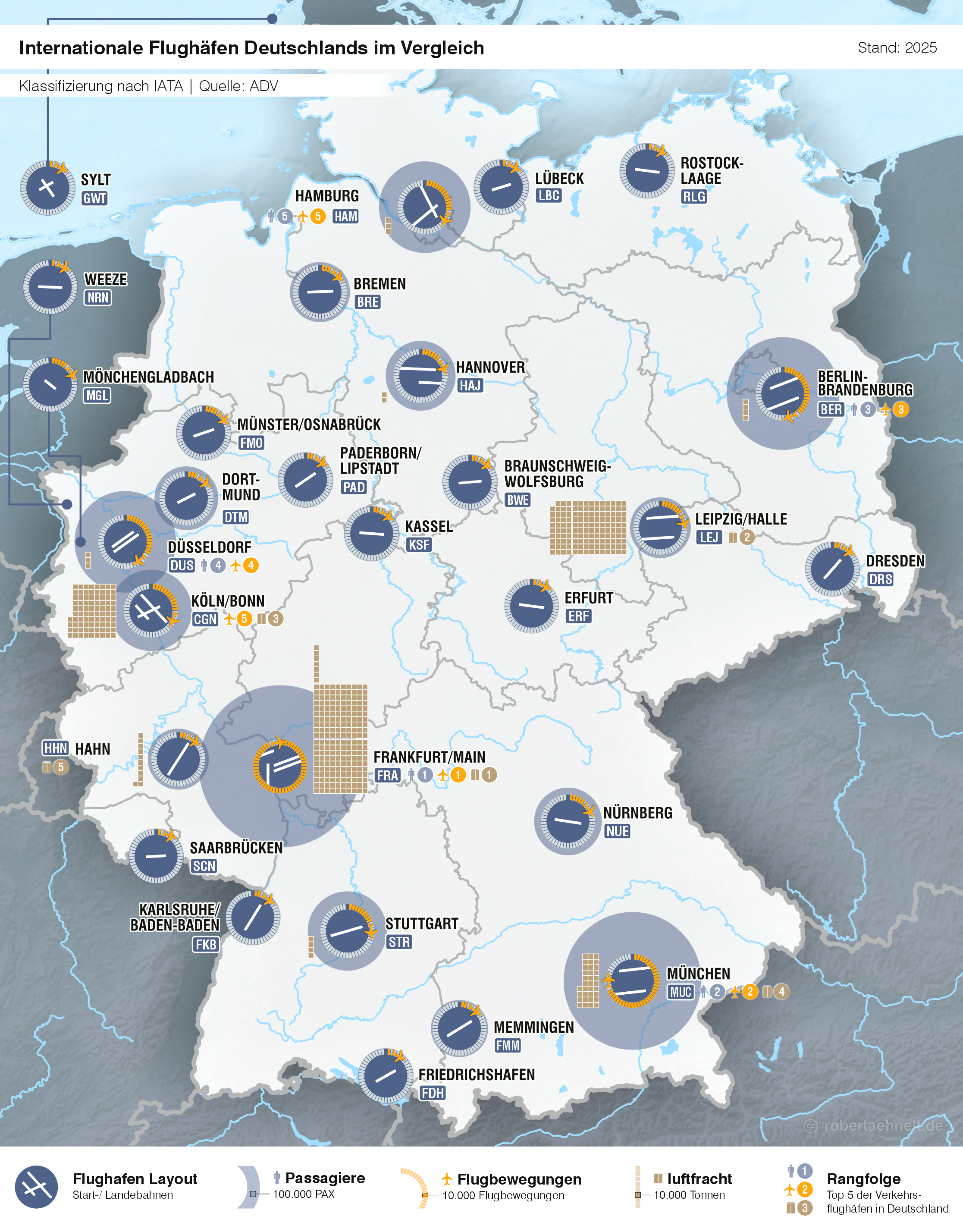
Mappa degli aeroporti internazionali tedeschi.

Questa voce contiene un elenco degli aeroporti in Germania. In grassetto sono indicati gli aeroporti con voli di linea.
| Nome                                | Città                        | Land                             | ICAO        | IATA |
| ----------------------------------- | ---------------------------- | -------------------------------- | ----------- | ---- |
| Aeroporto di Allendorf              | Allendorf                    | Assia                            | EDFQ        |      |
| Aeroporto di Lipsia-Altenburg       | Altenburg                    | Turingia                         | EDAC        | AOC  |
| Aeroporto di Amburgo-Fuhlsbüttel    | Amburgo / Fuhlsbüttel        | Amburgo                          | EDDH        | HAM  |
| Aeroporto di Amburgo-Finkenwerder   | Amburgo / Finkenwerder       | Amburgo                          | EDHI        | XFW  |
| Aeroporto di Aquisgrana-Merzbrück   | Aquisgrana                   | Renania Settentrionale-Vestfalia | EDKA        | AAH  |
| Aeroporto di Augusta                | Augusta                      | Baviera                          | EDMA        | AGB  |
| Aeroporto di Bad Gandersheim        | Bad Gandersheim              | Bassa Sassonia                   | EDVA        |      |
| Aeroporto di Bad Kissingen          | Bad Kissingen                | Baviera                          | EDFK        |      |
| Aeroporto di Karlsruhe-Baden-Baden  | Baden-Baden/ Karlsruhe       | Baden-Württemberg                | EDSB        | FKB  |
| Aeroporto di Berlino-Brandeburgo    | Berlino                      | Berlino                          | EDDB        | BER  |
| Aeroporto di Bayreuth               | Bindlach / Bayreuth          | Baviera                          | EDQD        | BYU  |
| Aeroporto di Bitburg                | Bitburg                      | Renania-Palatinato               | EDRB        | BBJ  |
| Aeroporto di Borkum                 | Borkum                       | Bassa Sassonia                   | EDWR        | BMK  |
| Aeroporto di Achmer                 | Bramsche                     | Bassa Sassonia                   | EDXA        |      |
| Aeroporto di Braunschweig           | Braunschweig                 | Bassa Sassonia                   | EDVE        | BWE  |
| Aeroporto di Brema                  | Brema                        | Brema                            | EDDW        | BRE  |
| Aeroporto di Bremerhaven            | Bremerhaven                  | Brema                            | EDWB        | BRV  |
| Aeroporto di Colonia-Bonn           | Colonia / Bonn               | Renania Settentrionale-Vestfalia | EDDK        | CGN  |
| Aeroporto di Dortmund               | Dortmund                     | Renania Settentrionale-Vestfalia | EDLW        | DTM  |
| Aeroporto di Dresda                 | Dresda / Klotzsche           | Sassonia                         | EDDC        | DRS  |
| Aeroporto di Düsseldorf             | Düsseldorf                   | Renania Settentrionale-Vestfalia | EDDL        | DUS  |
| Aeroporto di Mönchengladbach        | Düsseldorf / Mönchengladbach | Renania Settentrionale-Vestfalia | EDLN        | MGL  |
| Aeroporto di Egelsbach              | Egelsbach                    | Assia                            | EDFE        |      |
| Aeroporto di Emden                  | Emden                        | Bassa Sassonia                   | EDWE        | EME  |
| Aeroporto di Erfurt                 | Erfurt                       | Turingia                         | EDDE        | ERF  |
| Aeroporto di Francoforte sul Meno   | Francoforte sul Meno         | Assia                            | EDDF        | FRA  |
| Aeroporto di Friburgo in Brisgovia  | Friburgo in Brisgovia        | Baden-Württemberg                | EDTF        | QFB  |
| Aeroporto di Friedrichshafen        | Friedrichshafen              | Baden-Württemberg                | EDNY        | FDH  |
| Aeroporto di Giebelstadt            | Giebelstadt                  | Baviera                          | EDQG / ETEU | GHF  |
| Aeroporto di Francoforte-Hahn       | Hahn                         | Renania-Palatinato               | EDFH        | HHN  |
| Aeroporto di Hannover               | Hannover                     | Bassa Sassonia                   | EDDV        | HAJ  |
| Aeroporto di Heide-Büsum            | Heide                        | Schleswig-Holstein               | EDXB        | HEI  |
| Aeroporto di Uetersen               | Heist                        | Schleswig-Holstein               | EDHE        |      |
| Aeroporto di Helgoland-Dune         | Helgoland                    | Schleswig-Holstein               | EDXH        | HGL  |
| Aeroporto di Heringsdorf            | Heringsdorf                  | Meclemburgo-Pomerania Anteriore  | EDAH        | HDF  |
| Aeroporto di Hof-Plauen             | Hof                          | Baviera                          | EDQM        | HOQ  |
| Aeroporto di Hoppstädten-Weiersbach | Hoppstädten                  | Renania-Palatinato               | EDRH        |      |
| Aeroporto di Ingolstadt-Manching    | Ingolstadt                   | Baviera                          | ETSI        | IGS  |
| Aeroporto di Kassel-Calden          | Kassel                       | Assia                            | EDVK        | KSF  |
| Aeroporto di Kiel-Holtenau          | Kiel                         | Schleswig-Holstein               | EDHK        | KEL  |
| Aeroporto della foresta nera        | Lahr                         | Baden-Württemberg                | EDTL        | LHA  |
| Aeroporto di Langenlonsheim         | Langenlonsheim               | Renania-Palatinato               | EDEL        |      |
| Aeroporto di Lipsia-Halle           | Lipsia                       | Sassonia                         | EDDP        | LEJ  |
| Aeroporto di Lubecca-Blankensee     | Lubecca                      | Schleswig-Holstein               | EDHL        | LBC  |
| Aeroporto di Magdeburgo-Cochstedt   | Magdeburgo                   | Sassonia-Anhalt                  | EDBC        | CSO  |
| Aeroporto di Magonza-Finthen        | Magonza                      | Renania-Palatinato               | EDFZ        |      |
| Aeroporto della città di Mannheim   | Mannheim                     | Baden-Württemberg                | EDFM        | MHG  |
| Aeroporto di Memmingen              | Memmingen / Algovia          | Baviera                          | EDJA        | FMM  |
| Aeroporto di Monaco di Baviera      | Monaco di Baviera            | Baviera                          | EDDM        | MUC  |
| Aeroporto di Münster Osnabrück      | Münster / Osnabrück          | Renania Settentrionale-Vestfalia | EDDG        | FMO  |
| Aeroporto di Nannhausen             | Nannhausen / Simmern         | Renania-Palatinato               | EDRN        |      |
| Aeroporto di Neubrandenburg         | Neubrandenburg               | Meclemburgo-Pomerania Anteriore  | ETNU        | FNB  |
| Aeroporto di Norimberga             | Norimberga                   | Baviera                          | EDDN        | NUE  |
| Aeroporto di Paderborn-Lippstadt    | Paderborn / Lippstadt        | Renania Settentrionale-Vestfalia | EDLP        | PAD  |
| Aeroporto di Rechlin-Lärz           | Rechlin                      | Meclemburgo-Pomerania Anteriore  | EDAX        | REB  |
| Aeroporto di Rostock-Laage          | Rostock                      | Renania Settentrionale-Vestfalia | ETNL        | RLG  |
| Aeroporto di Saarbrücken            | Saarbrücken                  | Saarland                         | EDDR        | SCN  |
| Aeroporto di Siegerland             | Siegen                       | Renania Settentrionale-Vestfalia | EDGS        | SGE  |
| Aeroporto di Stadtlohn-Vreden       | Stadtlohn                    | Renania Settentrionale-Vestfalia | EDLS        |      |
| Aeroporto di Stoccarda              | Stoccarda                    | Baden-Württemberg                | EDDS        | STR  |
| Aeroporto di Treviri-Föhren         | Treviri / Föhren             | Renania-Palatinato               | EDRT        |      |
| Aeroporto di Weeze                  | Weeze                        | Renania Settentrionale-Vestfalia | EDLV        | NRN  |
| Aeroporto di Westerland-Sylt        | Westerland, Sylt             | Schleswig-Holstein               | EDXW        | GWT  |
| Aeroporto di Zweibrücken            | Zweibrücken                  | Renania-Palatinato               | EDRZ        | ZQW  |

## Aeroporti civili del passato
| Nome                                                       | Città             | Land                             | ICAO | IATA |
| ---------------------------------------------------------- | ----------------- | -------------------------------- | ---- | ---- |
| Aeroporto di Berlino-Tempelhof (chiuso nell'ottobre 2008)  | Berlino           | Berlino                          | EDDI | THF  |
| Aeroporto di Berlino-Schönefeld (diventato BER Terminal 5) | Berlino           | Berlino                          | EDDB | SXF  |
| Aeroporto di Berlino-Tegel (chiuso nel novembre 2020)      | Berlino           | Berlino                          | EDDT | TXL  |
| Aeroporto di Hopsten-Dreierwalde (chiuso)                  | Hopsten           | Renania Settentrionale-Vestfalia | ETNP |      |
| Aeroporto di Monaco-Riem (chiuso nel maggio 1992)          | Monaco di Baviera | Baviera                          | EDDM | MUC  |